# Венжик Ірина Сергіївна
Венжик Ірина Сергіївна (24. 09. 1977, Київ) — українська поетеса. Член Національної спілки письменників України НСПУ (2002).

## Творча біографія
Закінчила Київський інженерно-технічний інститут (2000), Міжрегіональну академію управління персоналом (Київ, 2003).
Працювала інженером ВАТ «Геобіономіка України».
2001—2003 — спеціалістом відділу кадрів ЗАТ «Страхова компанія „Інкомстрах“»;
2003—2004 — менеджером із персоналу ТОВ «Кредо-Спорт»;
від 2004 — начальником відділу кадрів Готельного комплексу «Русь».
Венжик І. С. пише ліричні твори, основна тематика яких — пошук свого місця у світі, відчуття причетності та відповідальності кожної особистості перед сьогоденням і майбутністю. Крім того, пише також прозу, драматичні твори.

## Творчий доробок
- Чути скрипку й сопілку. Біла Церква, 1995 (співавт.);
- Храм Психеї. К., 1999;
- Дорога в дощ. Біла Церква. 2003.